# 拉科鲁尼亚体育俱乐部
皇家拉科鲁尼亚体育俱乐部（西班牙語：Real Club Deportivo de La Coruña，简称：Deportivo或Depor），位于加利西亚自治区的拉科鲁尼亚，它是全西班牙仅有的9支获得过西甲联赛冠军的球队之一。自从1906年成立至今，已经有超过一百年的历史。
公元2000年，拉科鲁尼亚打破了西甲多年來只有巴塞罗那与皇家马德里兩強争夺联赛冠军的局面，在当年的联赛里勇夺西甲联赛桂冠。由此，拉科鲁尼亚开始了在欧洲最高级别的俱乐部赛事上的演出，而SuperDepor的高峰也再次到来，其中就包括上演了欧洲冠军杯历史上最不可思议的一次逆转——在里亚索4：0战胜上届卫冕冠军AC米兰。

## 球队历史

### 1902：足球的降临
二十世纪初，加利西亚人阿巴洛（José María Abalo）从英国留学归来，回到他的家乡拉科鲁尼亚。他将足球运动介绍给了他的一些朋友，随后这些年轻人们一起开始在市里的码头上练习这项新的运动。
1904年3月，第一场有记录的正式的足球比赛在Corralón de la Gaiteira举行，Abalo和他的朋友们组成了一支队伍，取名为Coruña，并且和一支由停泊在港口的“勤奋号”上的水手们组成的球队进行了一场比赛。足球在当地流行起来，于是，著名体育中心Sala Calvet的成员们开始关注足球这项新兴的运动。后来，他们便建立了自己的球队——Club Deportivo de la Sala Calvet。

### 1906：光荣的开端
1906年，Deportivo de la Sala Calvet正式成立，Salvador Fojón、Venancio Deus等十余名球员成为了俱乐部的开山元老。
1907年3月11日，市长Luis Moyano通过了关于俱乐部的建立的法令。一年半以后，西班牙国王阿方索十三世为俱乐部冠以皇家称号，俱乐部名称正式定为Real Club Deportivo de La Coruña。同时，他还接受了俱乐部的邀请，出任球队的名誉主席。

### 1906-1940：迈向全国

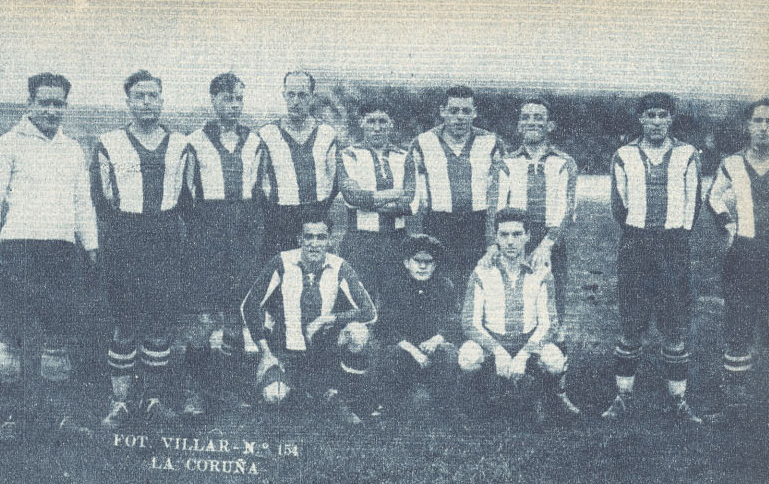
1927年时的拉科鲁尼亚球员合影

由于西班牙队在1920年安特卫普奥运会上取得的成功，足球迅速在西班牙传播开来。一直到1928年西班牙足球联赛开始以前，作为城市的一部分，拉科鲁尼亚频繁的参加加利西亚地区内外的友谊赛。1928-29赛季，俱乐部开始参加乙级联赛，最终他们获得了十支队伍中的第八名，当时其他参赛队还包括阿拉维斯，塞维利亚，维戈塞尔塔，巴伦西亚，贝蒂斯和希洪竞技等。
在1932年，虽然球队仍然在乙级征战，但那一年他们在国王杯的比赛里，淘汰了皇家马德里，而后者获得了当年的西甲联赛冠军。这场胜利对于当时的俱乐部来说无疑是一个巨大的成就。

### 1941-1945：初登西甲
1940年，是拉科鲁尼亚球队历史上值得纪念的一年。在以2：1击败了穆尔西亚后，拉科鲁尼亚终于第一次获得了甲级的资格。第一个赛季，球队获得了第四名，于是俱乐部决定建一个新的主场。1944年，新的球场建成，并且得到了“里亚索”这样一个日后威震欧洲的名字。但是球队这是在联赛中碰到了很多的困难，在1945年球队又降到了乙级。

### 1945-1962：错失冠军
拉科鲁尼亚在甲级和乙级之间徘徊着。直到1949-50赛季，他们获得了44年以来最好的成绩：联赛亚军。联赛的最后一天，他们只能从马德里竞技那里拿回一分，使得他们将冠军送给了对手。
这期间，俱乐部成为了一个国际性的俱乐部，由四名南美外援和一名本土球员组成了强大的攻击线，被人们称为Orquesta Canaro。这条攻击线使得球队开始了他们的“黄金十年”，他们一直在甲级征战到1957年。这个时期产生了俱乐部历史上许多传奇人物，例如阿根廷教练Helenio Herrera，射手帕伊尼奥（Pahíño），以及后来的欧洲足球先生路易斯·苏亚雷斯（Luis Suarez），也是当时的俱乐部的领军人物。

### 1962-1973：上下沉浮
升升降降，希望和幻灭。在黄金十年之后，俱乐部到了一段不确定的时期，尽管当时俱乐部中有许多伟大的球员。路易斯·苏亚雷斯、阿曼西奥等许多年轻球员通过拉科鲁尼亚的青训体系成为职业球员，并且成长为球星。
但是脆弱的经济使得俱乐部不可能留住这些伟大的球员，他们纷纷转会去了其他的经济实力雄厚的俱乐部。这也导致了球队的不堪回首的“ups and downs”的那一段时期，球队几次从西甲联赛降级。那时的球队对于乙级联赛来说是出类拔萃的，但是还不够实力在甲级开创一片新天地。

### 1973-1991：灰色记忆
在1973年降级之后，拉科鲁尼亚俱乐部碰到了最困难的时期——球队一直在乙级联赛里拼杀无法升级。从高级别联赛的降级给了俱乐部沉重的打击，更糟糕的是俱乐部的债务也在不停的增加，俱乐部的经济状况越来越糟。 八十年代是这段时期的延续。1988年球队差点再降一级，在最后一场比赛与桑坦德竞技的比赛里，加时阶段球队终于破门得分，不但使得球队不至于降入丙级，更避免了球队的解散，因为当时的经济状况已经很糟了。最重要的是，俱乐部存活了下来。
为了解决这一切，俱乐部的管理层决定重组俱乐部。1988年，一个历史性的由球迷、球员、领导层全部参与的会议召开。会议之后，奥古斯托·塞萨尔·伦多伊罗被选为俱乐部的主席。此时俱乐部的债务已经高达约400万欧元。新领导层的首要任务就是偿还俱乐部的债务，为俱乐部找到经济上的保证。奇迹发生了，在伦多伊罗的努力下，俱乐部的财政状况得到了解决。
88-89赛季是伦多伊罗担任主席的第一个赛季，当时的主教练是阿塞尼奥·伊格莱西亚斯（Arsenio Iglesias）。尽管俱乐部仍不能升上甲级，但却在击败皇马之后一路过关斩将，但遗憾在西班牙国王杯半决赛输给巴拉多利德。89-90赛季，球队在最后的升级附加赛里输给了特内里费，没能升入甲级。不过，俱乐部的经济状况逐渐转好，每年都有盈余，俱乐部的会员也增加到17500人。90-91赛季，球队又引进了几名球员以增强实力，其中就包括以后成名的久基奇。目标很明确：甲级。
再一次，球队来到了决定命运的生死关头。在离开甲级联赛18年之后，拉科鲁尼亚终于重新回到了甲级，他们击败了穆尔西亚赢得了升级附加赛。所有的拉科鲁尼亚人甚至加利西亚人都沉浸在欢乐中。

### 1991-1993：超级拉科的建立
球队的年龄结构更加合理，1992年夏天，两名巴西球员加入了球队，而他们的名字也在日后被人们一再传诵：白必圖和毛罗·席尔瓦。伦多伊罗清晰的向人们表明：保级已经不再是我们的目标。拉科鲁尼亚有更大的理想！球队在赛季初始就取得了五连胜，其中包括一场激动人心的3：2战胜皇家马德里的比赛，并且是在0：2落后的情况下完成的逆转，比赛里贝贝托独中两球。赛季结束，贝贝托的29球成为了当年的最佳射手。
拉科鲁尼亚在24轮联赛的18轮中占据积分榜首，并成为联赛的冬季冠军。但进入1993年，球队显示出了稚嫩的一面，成绩欠稳定，最终只能取得第三名的成绩，但仍然历史上第一次进入欧洲赛场。守门员利亚尼奥获得了代表门将最高荣誉的萨莫拉奖，四名球员入选西班牙国家队，包括队长弗兰。

### 1993-1999：向着冠军迈进
93-94赛季永远会在拉科鲁尼亚的历史上占据一页，不仅仅是因为拉科第一次进入欧洲赛场，更因为这一年在赛季最后一分钟戏剧般的丢了联赛冠军。从12月4日起，球队一直保持了榜首的位置，只要在最后一轮联赛主场战胜巴伦西亚，球队就将是冠军。接着发生的事情让所有拉科球迷感到遗憾，比赛最后时刻，辛坦拿为球队赢得关键的的点球，后卫久基奇走上前来，但是，他罚失了点球。击败塞维利亚的巴塞罗那依靠净胜球压过球队夺冠。
94-95赛季，球队保持了良好的状态。欧战方面，球队在联盟杯上被多特蒙德淘汰出局，联赛里也再次获得亚军。 在当年的国王杯决赛上，曼哈林打破僵局，随后巴伦西亚凭借米亚托维奇的进球扳平，随后由于大雨比赛被推迟到三天后，比赛重新开始后，阿尔弗雷多的进球帮助球队2：1战胜对手捧起了国王杯。
球队在95年6月10用一场完美的胜利，5：0送别了阿塞尼奥。他的继任者是他的是威尔士人约翰·托沙克。托沙克上任后带队击败皇马赢得了当年的超级杯，但是1995-1996赛季的开始却没有能够获得好成绩，最终只能排名第九，赛季结束之后，贝贝托离开了球队。
1996-1997赛季，俱乐部开始通过电视转播、球衣等方法增加俱乐部的财政收入，包括和Canal+签订了一个7年的电视转播合同。松戈奥和奈贝特等实力派球星到来，当然还有里瓦尔多，他们确实增强了球队的实力。赛季初始，拉科保持十七场联赛不败，但冬歇过后，球队状态的反复终于让托沙克下课。助理教练临时带队，球队陷入困局。随着巴西教练卡洛斯·阿尔贝托·席尔瓦的到来，球队面貌焕然一新。最终，拉科鲁尼亚再次取得第三，里瓦尔多打进21个进球，而松戈奥则再次获得最佳门将。
1997-1998赛季，继里瓦尔多和弗拉维奥之后，拉科鲁尼亚再引进两名巴西球员，贾米尼亚和路易松。球队在赛季前的表现也向人们表示了球队将成为今年的冠军争夺者之一。但意外的是，在转会窗关闭前的几个小时，巴塞罗那俱乐部用2500万的违约金将核心球员里瓦尔多挖走，再加上七年来的防守核心久基奇的离队，球队突然失去了两名重要的球员。所有的这一切给拉科的新赛季带来了沉重的打击，第一场比赛主场对巴利亚多利德，1：3输给对手。联盟杯上也被淘汰。主教练阿尔贝托被解职，助理教练再次临危受命，但是这并没有带来多大转机。最后球队仅仅名列第12。
1998-1999赛季，伦多伊罗从邻居塞尔塔那里请来了新任主教练伊鲁雷塔。同时，还引进了多名实力派球员，比如保莱塔，曼努埃尔·巴勃罗和罗梅罗。伦多伊罗对于伊鲁雷塔有足够的信任，尽管这一赛季最终球队排名第六位没能进入欧洲赛事，但一支强大的拉科鲁尼亚已经初现雏形。

### 2000-至今：超级拉科的开始与谢幕
1999-2000赛季，在伊鲁雷塔教练带领下，拉科鲁尼亚一路高歌猛进，最终于联赛最后一轮主场战胜西班牙人夺冠。这也是迄今为止球队夺得的唯一一座西甲冠军奖杯。
在随后的几年时间，随着超级拉科成员迭戈·特里斯坦、贝莱隆等人的加入，球队实力日臻强大。至2004赛季结束，球队在过往十年的西甲联赛中，除获得一次冠军外，还获得四次亚军，四次季军，表现稳定。在欧洲冠军杯上，球队连续五次参赛，并且在2003-2004赛季完成逆转击败AC米兰打入半决赛，最终一球惜败于最终夺得当年冠军的葡萄牙球队波尔图。
在2017-18賽季末，拉科魯尼亞隊主場4-2負於巴塞隆拿隊後降級，巴塞隆拿獲得了西甲聯賽冠軍。
在2020-21賽季，39年來首次降到西乙B（第3級）聯賽。

## 球队主场
- 名字 - 里亚索球场
- 城市 - 拉科鲁尼亚
- 容量 - 34,611
- 建成时间 - 1944年
- 球场尺寸 - 105 x 68 m

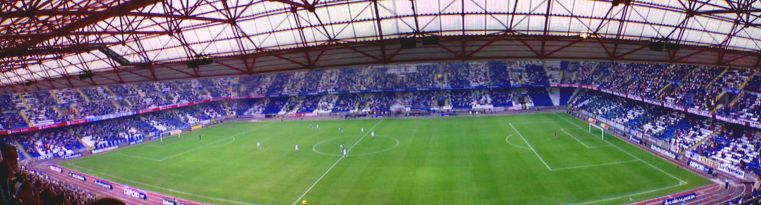
里亚索球场俯览

- 备用场地 - 阿贝贡多（Ciudad Deportiva Abegondo）

里亚索球场是拉科鲁尼亚的主场。它于1944年建成，1982年和1995-1998年期间进行过两次修缮。现在的里亚索球场可以容纳34,611名观众，球场为全天然草皮，并且具备地热系统。在拉科鲁尼亚全盛時期，里亚索球场被稱爲「魔鬼球場」，皆因強隊在該球場作客均無法取勝，其中最經典要數2003-2004球季歐聯首回合作客對AC米蘭輸1-4，但次回合在該球場大勝4-0，總比分5-4完成逆轉擊敗AC米蘭打入準決賽。

## 球队荣誉

### 团队荣誉

#### 国内赛事
- 西甲

冠军(1): 1999-2000
亚军(5): 1949–50赛季西班牙足球甲级联赛, 1993–94赛季西班牙足球甲级联赛, 1994–95赛季西班牙足球甲级联赛, 2000–01赛季西班牙足球甲级联赛, 2001–02赛季西班牙足球甲级联赛
- 国王杯

冠军(2): 1994–95, 2001–02
亚军(1): 1910
- 西班牙超级杯

冠军(3): 1995, 2000, 2002
- 西乙[4]

冠军(5): 1961–62, 1963–64, 1965–66, 1967–68, 2011–12
- 西丙

冠军(1): 1974–75

#### 洲际赛事
- 托托杯:

冠军(1): 2008年歐洲足協圖圖盃
亚军(1): 2005年歐洲足協圖圖盃

#### 友谊赛事
- 特雷莎·埃雷拉杯（英语：Teresa Herrera Trophy）[5]

冠军(17): 1955, 1962, 1964, 1969, 1995, 1997, 1998, 2000, 2001, 2002, 2003, 2004, 2005, 2006, 2007, 2008, 2012

### 个人荣誉
- 皮齐齐奖（西甲联赛最佳射手奖）（英语：Pichichi Trophy） (3):

1992-93 -  贝贝托 (29球)
2001-02 -  迭戈·特里斯坦 (21球)
2002-03 -  罗伊·马凯 (29球) (欧洲金靴奖)
- 萨莫拉奖（西甲联赛最佳门将奖）（英语：Ricardo Zamora Trophy） (8):

1941-42 -  胡安·阿库尼亚
1942-43 -  胡安·阿库尼亚
1949-50 -  胡安·阿库尼亚
1950-51 -  胡安·阿库尼亚
1953-54 -  胡安·奥尔特罗
1992-93 -  弗朗西斯科·莱亚诺
1993-94 -  弗朗西斯科·莱亚诺
1996-97 -  松戈奥

## 历史记录
- 进球纪录保持者：贝贝托，86个联赛进球
- 出场纪录保持者：弗兰，545次联赛出场
- 最年长的出场者：多纳托，40岁零131天
- 联赛最佳射手记录：贝贝托，29球，1993-1994赛季；罗伊·马凯，29球，2002-2003赛季
- 单场进球最多球员：贝贝托，5球，1995年10月1日对阵阿尔巴塞特
- 最大比分胜利：11：1胜列达
- 最大比分失利：0：8负巴塞罗那，2016年4月21日西甲联赛对阵

## 拉科鲁尼亚B队
拉科鲁尼亚B是拉科鲁尼亚的子俱乐部。1914年该俱乐部建立，当时的名字是“法夫里尔体育协会（Fabril Sociedad Deportiva）”，身处西乙B联赛。球队使用里亚索的备用场地阿贝贡多作为主场。
1993年起，俱乐部被官方命名为“拉科鲁尼亚B队”，不过很多当地人还是习惯称其为“法夫里尔”。

### 赛季
- 6赛季征战西乙B联赛
- 41赛季征战西丙联赛

## 著名球员
| - 法布里西奥·科洛奇尼（Fabricio Coloccini） - 阿尔多·杜舍尔（Aldo Duscher） - 利昂内尔·斯卡洛尼（Lionel Sebastián Scaloni） - 图卢·弗洛雷斯（José Oscar"Turu" Flores） - \| 多纳托（Donato Gama da Silva） - 贝贝托（Jose Roberto Gama da Silva Bebeto） - 贾米尼亚（Djalma Feitosa Dias "Djalminha"） - 埃莫森·科斯塔（Emerson Moisés Costa） - 桑帕约（César Sampaio） - 贾米尼亚（Djalminha） - 菲利佩·路易斯（Filipe Luís） - 弗拉维奥（Flávio Conceição） - 路易松（Luizão） - （Vitor Borba Ferreira "Rivaldo"） - 雷纳尔多（Renaldo Lopes da Cruz） - 毛罗·席尔瓦（Mauro Silva） - 朱利安·德古兹曼（Julián de Guzmán） - 雅克·松戈奥（Jacoues Celestine Songo'o） - 斯蒂法内·齐亚尼（Stéphane Ziani） - 西尔万·维尔托德（Sylvain Wiltord） - 安德雷斯·瓜尔达多（Andrés Guardado） - 奥马尔·布拉沃（Omar Bravo） - 諾雷丁·奈貝特（Nourredine Naybet） - 穆斯塔法·哈吉（Mustapha Hadji） - 萨拉赫迪内·巴锡尔（Salaheddine Bassir） - （Roy Rudolphus Makaay） - (Pedro Miguel Pauleta) - (Jorge Andrade) - 努诺·埃斯皮里托·桑托 (Nuno Espírito Santo) - 埃尔德·波斯蒂加 (Hélder Postiga) - 埃尔德·克里斯托旺 (Hélder Cristóvão) - (Roberto Acuña) | - （Adrián López） - （Albert Luque） - （Álvaro Arbeloa） - 卡洛斯·马切纳 (Carlos Marchena) - (Diego Tristan) - (Juan Carlos Valerón) - 曼努埃尔·巴勃罗 (Manuel Pablo García Díaz) - 克劳迪奥·巴拉甘 (Claudio Barragán) - 塞萨尔·马丁 (César Martín) - 弗兰（Francisco Xavier Gonzalez Perez "Fran"） - 霍安·卡普德维拉（Joan Capdevila） - 何塞·莫利纳（José Francisco Molina） - 哈维尔·曼哈林（Javier Manjarín） - 胡里奥·萨利纳斯（Julio Salinas） - 何塞·阿马维斯卡（José Emilio Amavisca） - （Mista） - 南多（Nando Martínez） - 帕伊尼奥（Pahiño） - 帕科·赫梅斯（Paco Jémez） - 佩德罗·穆尼蒂斯（Pedro Munitis） - 罗梅罗（Enrique Romero） - 塞尔希奥·冈萨雷斯（Sergio González） - (Voro) - 维克托·桑切斯 (Víctor Sánchez) - 季米特里·拉德琴科（Dmitri Rádchenko） - 瓦尔特·潘迪亚尼（Walter Pandiani） - 塞巴斯蒂安·阿布鲁（Sebastián Abreu） - 米罗斯拉夫·久基奇（Miroslav Djukic） - 戈兰·乔罗维奇（Goran Đorović） - 斯拉维萨·约卡诺维奇（Slaviš Jokanović） |